# Uroleucon adenocaulonae
Uroleucon adenocaulonae är en insektsart som först beskrevs av Essig 1936.  Uroleucon adenocaulonae ingår i släktet Uroleucon och familjen långrörsbladlöss. Inga underarter finns listade i Catalogue of Life.